# Conclave de 1559

Brasão papal de Sua Santidade o papa Pio IV

O Conclave de 1559 (5 de setembro a 25 de dezembro) foi convocado com a morte do Papa Paulo IV e elegeu o Papa Pio IV como seu sucessor. Devido à interferência de governantes seculares e ao desprezo dos cardeais por seu suposto isolamento do mundo exterior, foi o conclave mais longo do século XVI.

## Morte e preparativos
O Papa Paulo IV morreu em 18 de agosto de 1559, aos 83 anos.  Suas reformas na igreja foram baseadas principalmente em medidas repressivas, como a Inquisição e o Index Librorum Prohibitorum - ele não confiava no Concílio de Trento, dissolvendo-o em 1552. e não revivê-lo.
Até os cardeais foram acusados de heresia - na época da morte de Paulo IV, o cardeal Morone era prisioneiro da Inquisição no Castelo Sant'Angelo. Paulo IV, temendo que Morone se tornasse seu sucessor, publicou a bula papal Cum ex officio Apostolatus , que estipulava que um herege não poderia ser validamente eleito papa - no entanto, isso foi em vão desde que o Colégio de Cardeais libertou Morone após a morte de Paulo e permitiu ele a participar do conclave. O touro também abrangeu o cardeal d'Este, que Paulo reclamou que estava tentando se tornar papa por simonia .
As reformas de Paulo IV não aboliram o nepotismo, no entanto - três dos cardeais no conclave eram sobrinhos de Paulo, sendo os mais influentes Carlo Carafa e os outros dois Diomede Carafa e Alfonso Carafa. No modelo do Papa Alexandre VI (um dos papas de Borgia, que havia morrido na mesma data que Paulo 56 anos antes), Paul tentou aumentar o poder de sua família na Itália, principalmente às custas da família Colonna., cujas muitas terras (incluindo o feudo imperial Palia) foram confiscadas e entregues à família Carafa. Os sobrinhos de Paulo governaram ainda mais brutalmente do que ele e abusaram tanto do poder que, a certa altura, Paulo foi forçado a intervir, tirando Carlo do poder no início de 1559. Carlo nunca recuperou o favor de seu tio e, após a morte de Paulo, ele e os outros dois cardeais de Paulo. os sobrinhos tinham boas razões para temer que seus inimigos agora se vingassem.
Paulo IV era rigidamente ortodoxo, intolerante e autoritário. Motins espontâneos eclodiram em Roma após sua morte, com multidões derrubando sua estátua e atacando a sede da Inquisição. Assim, 3700 tropas foram trazidas para manter a ordem, incluindo 300 de cavalaria.

## Facções e candidatos
O Colégio de Cardeais foi dividido em três facções: uma espanhola (17 cardeais chefiadas pelos cardeais Sforza e Madruzzo), uma francesa (16 cardeais chefiadas por Ippolito d'Este e de Guise) e uma "italiana" (14 cardeais chefiadas Carlo Carafa e Alessandro Farnese). Alguns cardeais permaneceram neutros. O embaixador espanhol, Don Francisco de Vargas Mejía, entrava regularmente no conclave para aconselhar o grupo espanhol. 
Os candidatos franceses ao papa foram d'Este, Gonzaga e Tournon. O rei da França era a favor do cardeal Carpi. Filipe II de Espanha preferiu os cardeais Carpi, Morone, Puteo, Medici e D'Oler - em resumo, qualquer candidato que não fosse d'Este ou um francês. Cosme I, duque de Florença, favoreceu, embora não tenha relação, o cardeal Giovanni Angelo de 'Medici, irmão mais novo de Gian Giacomo Medici , general imperial na Alemanha e Siena. No total, foram mais de 20 candidatos.
Para Carlo Carafa, escolher o novo papa era literalmente uma questão de vida ou morte e, portanto, ele usou principalmente o conclave para obter garantias de que ele e seus parentes não seriam punidos por seus abusos. Ele tinha uma séria vantagem - os cardeais italianos nomeados por seu tio Paul permaneciam leais a ele. Ele favoreceu Carpi e Gonzaga como papa. Embora seu tio fosse um inimigo dos espanhóis e incentivasse a França, Carlo decidiu se aliar ao partido espanhol.

## Curso
O papado foi criticado por não tratar dos abusos, e o colégio de cardeais foi dividido entre moderados e conservadores, bem como em linhas nacionais.
O conclave começou em 5 de setembro de 1559, com a presença de 40 cardeais. Explorando o fato de que os cardeais franceses ainda não haviam chegado a Roma, a facção espanhola tentou eleger Carpi por aclamação, mas essa tentativa falhou porque Sforza (um dos líderes das facções) se opôs à eleição de Carpi e concordou secretamente com d'Este que ele deve perder.
Nesta situação, os procedimentos normais foram implementados. Em 8 de setembro, os eleitores assinaram a capitulação eleitoral, exigindo que o papa, eleito, continuasse a reforma da igreja e da cúria e retomasse as deliberações do conselho de Trento e promovia a paz entre os príncipes cristãos. No final de setembro, mais sete cardeais chegaram a Roma.
Durante algumas semanas, a votação foi realizada rotineiramente, sem nenhum resultado. A maioria dos votos foi para candidatos menores. O espanhol Pacheco e Cueva recebiam regularmente de doze a vinte votos; em 13 de setembro, o francês Leonocourt recebeu 18 votos; em 18 de setembro, o ausente cardeal Henrique de Portugal recebeu 15 votos e 5;  outros votaram neste momento, incluindo Rebiba, Ghisleri e Saraceni. Rannucio Farnese obteve 21 votos na eleição no aniversário da eleição de seu avô como papa. De 9 de setembro a 16 de dezembro, foram realizadas 68 cédulas infrutíferas.
Os principais candidatos ainda estavam tentando o cargo. No entanto, em 18 de setembro, com o apoio do cardeal Farnese, o cardeal Carpi voltou a ser candidato. Nas rodadas seguintes, ele recebeu 11-16 votos. Em 22 de setembro, os franceses tentaram selecionar o cardeal Tournon, mas suas chances foram frustradas pela oposição de Carafa, que apoiou o espanhol Pacheco. Na votação realizada naquele dia, Tournon recebeu um total de 20 votos (incluindo 5 por adesão) e Pacheco 19 (incluindo 1 por adesão).
Alguns dias depois, os franceses concordaram com Sforza, líder da facção espanhola, em apoiar o cardeal Gonzaga e avançar com sua eleição por aclamação. Esse plano terminou em um fiasco, com Gonzadze, Carafa e parte da facção espanhola se opondo a ele.
Em 25 de setembro, o embaixador de Filipe II, Vargas, chegou a Roma e, sob seus auspícios, Sforza, Farnese e Carafa se encontraram em 2 de outubro. O embaixador sugeriu Puteo como candidato, em vez de Carpi e Pacheco. Farnese e Carafa recusaram, no entanto, e a reunião não teve êxito. Por volta dessa época, Sforza começou a lutar em duas frentes - prometendo à facção francesa continuar agitando a favor de Gonzaga e ao partido italiano que o faria em favor de Pacheco e Carpi.
No final de setembro e início de outubro, houve uma extensa troca de correspondência entre os cardeais pró-espanhóis e o rei Filipe II. Francisco II de França e Fernando I do Sacro Império Romano-Germânico, também enviaram cartas aos cardeais recomendando a candidatura de Gonzaga. Essa violação da regra canônica de que o conclave fosse mantido em segredo e sem nenhuma influência de líderes seculares indignou o povo de Roma em protesto, mas du Bellay (reitor do Colégio de Cardeais) rejeitou as objeções.
Na segunda metade de outubro, Carafa rompeu sua aliança com Sforza, quando Filipe II decidiu devolver o feudo Palli Colonnie Marcantonio e ordenou aos cardeais espanhóis que impedissem a seleção de Gonzaga a todo custo. O cardeal d'Este aliou-se a Carafa, na esperança de vencer a eleição, mas a votação em 1º de dezembro mostrou que isso foi em vão, com muitos que prometeram votar nele não o fazendo. Os franceses também - sem muito sucesso - tentaram eleger os cardeais Tournon e Suau.
Nos primeiros dias de dezembro, de acordo com os franceses, Carafa propôs novamente Gonzaga, pretendendo ganhar sua eleição por aclamação. Entretanto, entretanto, Carafa recebeu uma carta removendo as garantias esperadas de Philip e ele e os franceses retornaram à aliança com o partido espanhol. Ele então se comprometeu a escrever ao cardeal Sforza que ele não apoiaria nenhum candidato contra Filipe II. Como resultado, esta sessão, que selecionou o cardeal Gonzaga, quase terminou com o cardeal Carpi sendo escolhido por aclamação. O prolongado conclave levou a uma crescente preocupação nas ruas de Roma, especialmente porque o camerlengo foi forçado a reduzir o número de tropas devido a problemas financeiros.
Após a derrubada de Gonzaga, apoiado pela França, Pisani foi sugerido como um "papa em transição", mas sem sucesso. O partido no início de dezembro diminuiu em número - em 1º de dezembro o cardeal Capodiferro morreu, enquanto em 13 de dezembro du Bellay teve que deixar o conclave devido a uma doença, entregando suas funções de reitor da faculdade ao cardeal Tournon. Seis dias depois, Saraceni também deixou o conclave. Os franceses haviam perdido a capacidade de bloquear os candidatos do partido adversário, de modo que os espanhóis tentaram avançar com a eleição do cardeal Pacheco. Na votação de 18 de dezembro, os espanhóis perderam apenas a maioria necessária por três votos.
O festival de Natal era iminente e isso levou os líderes das facções a fazer a paz e concluir um compromisso. Em 22 de dezembro, os líderes dos três partidos se reuniram para decidir sobre um candidato aceitável para todos os lados. Os franceses sugeriram o cardeal Cesi, os espanhóis sugeriram o cardeal Medici, mas Carafa permaneceu indeciso. Os franceses foram persuadidos a apoiar o cardeal Medici, que também foi fortemente apoiado pelo duque de Florença e pelo vice-chanceler Alessandro Farnese. Carafa também finalmente apoiou Medici, que lhe prometeu uma anistia.

## Eleição
Na noite de 25 de dezembro, 44 cardeais se reuniram na Capela Sistina e elegeu Giovanni Angelo Medici como papa por aclamação, terminando o mais longo conclave do século XVI. Os cardeais perguntaram a Medici, no entanto, se ele consentiria em um exame minucioso no dia seguinte. Ele respondeu que sim, se estipularem que a eleição por aclamação em 25 de dezembro era válida e canônica. Na manhã seguinte, portanto, foi realizado um Escrutínio e foram realizadas quarenta e quatro cédulas; dois cardeais estavam ausentes, Saraceni e du Bellay. Medici recebeu todos os votos, exceto o seu. Ele votou em: François de Tournon, Rodolfo Pio di Carpi, Pedro Pacheco de Villena, Ercole Gonzaga e Ippolito d'Este. Essa é outra indicação clara de que a votação preferencial estava sendo usada em escrutínios e que um eleitor poderia e votou em mais de uma pessoa na votação. Giovanni de '
Dentro de uma semana de sua eleição, Pio promulgou novos regulamentos que governavam o sigilo do conclave, para tratar de parte da influência externa sobre o conclave.
A escolha de Pio IV foi uma reação ao governo brutal de Paulo IV e de seus sobrinhos. Pio não teve nada a ver com o orgulho e a arrogância de seu antecessor e retomou e completou o Concílio de Trento. Embora tivesse gerado três filhos antes de sua consagração como papa, ele os manteve na obscuridade e fora do governo da igreja, ao contrário do Papa Paulo III e do Papa Alexandre VI. Seu único sobrinho-cardeal era Carlos Borromeu, um futuro santo - como para os sobrinhos de Paulo IV, ele não demonstrou piedade, prendendo Carlo e Alfonso em 1560 (Diomede morreu logo após o conclave), executando Carlo em 1561 e perdoando Alfonso apenas depois que ele passou mais de um ano na prisão.

## Cardeais votantes
| Consistóro                   | 1559 |
| ---------------------------- | ---- |
| Julho 1517                   | 1    |
| Consistórios de Leão X       | 1    |
| Maio 1527                    | 1    |
| Março 1530                   | 1    |
| Novembro 1533                | 2    |
| Consistórios de Clemente VII | 4    |
| Dezembro 1534                | 2    |
| Maio 1535                    | 1    |
| Dezembro 1536                | 2    |
| Dezembro 1538                | 2    |
| Dezembro 1539                | 2    |
| Junho 1542                   | 2    |
| Dezembro 1544                | 7    |
| Dezembro 1545                | 3    |
| Julho 1547                   | 2    |
| Janeiro 1548                 | 1    |
| Abril 1549                   | 1    |
| Consistórios de Paulo III    | 25   |
| Maio 1550                    | 1    |
| Dezembro 1551                | 9    |
| Dezembro 1553                | 2    |
| Consistórios de Júlio III    | 12   |
| Junho 1555                   | 1    |
| Dezembro 1555                | 5    |
| Março 1557                   | 7    |
| Consistórios de Paulo IV     | 13   |
| Total                        | 55   |

| Criado por               | Cardeais | Por Cento |
| ------------------------ | -------- | --------- |
| Papa Leão X (LX)         | 01       | 1,82 %    |
| Papa Clemente VII (CVII) | 04       | 7,27 %    |
| Papa Paulo III (PIII)    | 025      | 45,45 %   |
| Papa Júlio III (JIII)    | 013      | 23,64 %   |
| Papa Paulo IV (PIV)      | 012      | 21,82 %   |
| Total                    | 55       | 100 %     |

### Cardeais Bispos
| Nº | Nome                     | Consistório   | Papa |
| -- | ------------------------ | ------------- | ---- |
| 1  | Jean du Bellay           | Maio 1535     | PIII |
| 2  | Rodolfo Pio di Carpi     | Dezembro 1536 | PIII |
| 3  | François de Tournon      | Março 1530    | CVII |
| 4  | Francesco Pisani         | Julho 1517    | LX   |
| 5  | Federico Cesi            | Dezembro 1544 | PIII |
| 6  | Pedro Pacheco de Villena | Dezembro 1545 | PIII |

### Cardeais Presbíteros
| Nº | Nome                                       | Consistório   | Papa |
| -- | ------------------------------------------ | ------------- | ---- |
| 7  | Ercole Gonzaga                             | Maio 1527     | CVII |
| 8  | Robert de Lenoncourt                       | Dezembro 1538 | PIII |
| 9  | Giovanni Girolamo Morone                   | Junho 1542    | PIII |
| 10 | Cristoforo Madruzzo                        | Junho 1542    | PIII |
| 11 | Bartolomé de la Cueva y Toledo             | Dezembro 1544 | PIII |
| 12 | Georges d'Armagnac                         | Dezembro 1544 | PIII |
| 13 | Otto Truchsess von Waldburg                | Dezembro 1544 | PIII |
| 14 | Tiberio Crispo                             | Dezembro 1544 | PIII |
| 15 | Giovanni Angelo Medici                     | Abril 1549    | PIII |
| 16 | Cristoforo Guidalotti Ciocchi del Monte    | Novembro 1551 | JIII |
| 17 | Fulvio Giulio della Corgna, O.S.Io.Hieros. | Novembro 1551 | JIII |
| 18 | Giovanni Michele Saraceni                  | Novembro 1551 | JIII |
| 19 | Giovanni Ricci de Montepulciano            | Novembro 1551 | JIII |
| 20 | Giovanni Andrea Mercurio                   | Novembro 1551 | JIII |
| 21 | Giacomo Puteo                              | Novembro 1551 | JIII |
| 22 | Giovanni Battista Cicala                   | Novembro 1551 | JIII |
| 23 | Gianbernardino Scotti, C.R.                | Dezembro 1555 | PIV  |
| 24 | Diomede Carafa                             | Dezembro 1555 | PIV  |
| 25 | Scipione Rebiba                            | Dezembro 1555 | PIV  |
| 26 | Jean Suau                                  | Dezembro 1555 | PIV  |
| 27 | Gianantonio Capizucchi                     | Dezembro 1555 | PIV  |
| 28 | Taddeo Gaddi                               | Março 1557    | PIV  |
| 29 | Lorenzo Strozzi                            | Março 1557    | PIV  |
| 30 | Jean Bertrand                              | Março 1557    | PIV  |
| 31 | Antonio Michele Ghislieri, O.P.            | Março 1557    | PIV  |
| 32 | Clemente d'Olera, O.F.M.Obs.               | Março 1557    | PIV  |

### Cardeais Diáconos
| Nº | Nome                                | Consistório   | Papa |
| -- | ----------------------------------- | ------------- | ---- |
| 33 | Alessandro Farnese                  | Dezembro 1534 | PIII |
| 34 | Guido Ascanio Sforza di Santa Fiora | Dezembro 1534 | PIII |
| 35 | Niccolò Caetani                     | Dezembro 1536 | PIII |
| 36 | Ippolito II d'Este                  | Dezembro 1538 | PIII |
| 37 | Giacomo Savelli                     | Dezembro 1539 | PIII |
| 38 | Girolamo Capodiferro                | Dezembro 1544 | PIII |
| 39 | Ranuccio Farnese, O.S.Io.Hieros.    | Dezembro 1545 | PIII |
| 40 | Giulio Feltre della Rovere          | Julho 1547    | PIII |
| 41 | Innocenzo Ciocchi del Monte         | Maio 1550     | JIII |
| 42 | Luigi Cornaro                       | Novembro 1551 | JIII |
| 43 | Luís I de Guise                     | Março 1553    | JIII |
| 44 | Girolamo Simoncelli                 | Março 1553    | JIII |
| 45 | Carlo Carafa                        | Junho 1555    | PIV  |
| 46 | Alfonso Carafa                      | Março 1557    | PIV  |
| 47 | Vitellozzo Vitelli                  | Março 1557    | PIV  |

### Cardeais ausentes

#### Cardeais Presbíteros
| Nº | Nome                           | Consistório   | Papa |
| -- | ------------------------------ | ------------- | ---- |
| 48 | Claude de Longwy de Givry      | Novembro 1533 | CVII |
| 49 | Antoine Sanguin de Meudon      | Novembro 1539 | PIII |
| 50 | Francisco Mendoza de Bobadilla | Dezembro 1544 | PIII |
| 51 | Henrique de Portugal           | Dezembro 1545 | PIII |
| 52 | Charles de Lorraine-Guise      | Julho 1547    | PIII |

#### Cardeal Diácono
| Nº | Nome                         | Consistório   | Papa |
| -- | ---------------------------- | ------------- | ---- |
| 53 | Odet de Coligny de Châtillon | Novembro 1533 | CVII |
| 54 | Charles I de Bourbon-Vandôme | Janeiro 1548  | PIII |
| 55 | Girolamo Dandini             | Novembro 1551 | JIII |